# František Pavlíček
František Pavlíček, né le 20 novembre 1923 à Lukov (Tchécoslovaquie) et mort le 29 septembre 2004 à Prague (République tchèque), est un dramaturge et scénariste tchèque.

## Biographie
František Pavlíček étudie la slavistique et l'esthétique à la Faculté de philosophie de l'université Charles à Prague. À partir de 1950, il travaille comme rédacteur en chef à la radio tchécoslovaque, puis comme dramaturge au studio de cinéma Barrandov. En 1965, il est directeur artistique du Théâtre de Vinohrady, et ce jusqu'en 1970. Après 1970, il est contraint de quitter tous les lieux de la culture pour son engagement politique en 1968. Il est communiste, membre du Comité central du Parti communiste de 1968 à 1969 et devient un auteur interdit. À partir de cette date et jusqu'en 1989, il exerce différents métiers manuels. Durant cette période, ses pièces sont jouées sous divers pseudonymes ou aux noms de ses amis.
En 1977, il est un des signataires de la Charte 77.
En 1990, il est nommé directeur central de la radio tchécoslovaque, jusqu'à sa retraite en 1991.
Le 18 octobre 2002, il reçoit la citoyenneté d'honneur dans son village natal de Lukov.

## Filmographie partielle
- 1962 : Horoucí srdce d'Otakar Vávra
- 1967 : Marketa Lazarová de František Vláčil
- 1969 : Tony, tobě přeskočilo de Věra Plívová-Šimková
- 1970 : Lišáci, Myšáci a Šibeničák de Věra Plívová-Šimková
- 1971 : Babička (cs) d'Antonín Moskalyk (téléfilm en deux parties)
- 1971 : Le Prince Bajaja (Princ Bajaja) d'Antonín Kachlík
- 1973 : Trois Noisettes pour Cendrillon (Tři oříšky pro Popelku) de Václav Vorlíček
- 1974 : Velké trápení (cs) de Jiří Hanibal
- 1976 : Ostrov stříbrných volavek de Jaromil Jireš
- 2001 : Královský slib (de) de Kryštof Hanzlík